# 韦尔穆瓦
韦尔穆瓦（法語：Vermois，法語發音：[vɛʁmwa]）是法国洛林默尔特-摩泽尔省的一个传统地区，位于南锡东南，南北分别以默爾特河与摩澤爾河为界。

## 地名
“韦尔穆瓦”出现在以下几个地名中： 
- 市镇：
  - 韦尔穆瓦城（Ville-en-Vermois）
  - 韦尔穆瓦地区马农库尔（Manoncourt-en-Vermois）

- 跨市镇组织：
  - 塞勒与韦尔穆瓦地区市镇公共社区（communauté de communes des Pays du Sel et du Vermois）
  - 桑图瓦-韦尔穆瓦市镇公共社区（Communauté de communes du Saintois au Vermois）